# IC 4330
IC 4330 је спирална галаксија у сазвјежђу Хидра која се налази на листи објеката дубоког неба у Индекс каталогу.
Деклинација објекта је - 28° 19' 55" а ректасцензија 13h 47m 14,9s. Привидна величина (магнитуда) објекта IC 4330 износи 14,1 а фотографска магнитуда 14,8. IC 4330 је још познат и под ознакама ESO 445-27, MCG -5-33-3, PGC 48881.